# Selva costera ecuatorial atlántica
La selva costera ecuatorial atlántica es una ecorregión de la ecozona afrotropical, definida por WWF, que se extiende desde el suroeste de Camerún hasta el extremo oeste de la República Democrática del Congo.
Forma, junto con las ecorregiones de selva costera del Cross-Sanaga y Bioko y selva de tierras bajas de Santo Tomé, Príncipe y Annobón, la región denominada selva costera del Congo, incluida en la lista Global

## Descripción
Es una ecorregión de selva lluviosa que ocupa 189.700 kilómetros cuadrados a lo largo de la costa atlántica de África central; incluye el suroeste de Camerún, al sur del río Sanaga, la práctica totalidad de Río Muni, en Guinea Ecuatorial, el oeste de Gabón, y se prolonga hacia el sur en una estrecha franja que atraviesa el oeste de la República del Congo, el interior del enclave de Cabinda (Angola) y el extremo oeste de la República Democrática del Congo, al norte de las bocas del Congo.
Limita al norte con la selva costera del Cross-Sanaga y Bioko, al este con la selva de tierras bajas del Congo noroccidental, al sur y al este con el mosaico de selva y sabana del Congo occidental y al oeste con el océano Atlántico y con el manglar de África central.

## Estado de conservación
Vulnerable.